# Resolutie 1853 Veiligheidsraad Verenigde Naties
Resolutie 1853 van de Veiligheidsraad van de Verenigde Naties werd op 19 december 2008 met unanimiteit door de VN-Veiligheidsraad aangenomen en verlengde de waarnemingsgroep die schendingen van het wapenembargo tegen Somalië onderzocht met een jaar.

## Achtergrond
In 1960 werden de voormalige kolonies Brits Somaliland en Italiaans Somaliland onafhankelijk en samengevoegd tot Somalië. In 1969 greep het leger de macht en werd Somalië een socialistisch-islamitisch land. In de jaren 1980 leidde het verzet tegen het totalitair geworden regime tot een burgeroorlog en in 1991 viel het centrale regime. Vanaf dan beheersten verschillende groeperingen elke een deel van het land en enkele delen scheurden zich ook af van Somalië. In 2006 werd het grootste deel van Somalië veroverd door de Unie van Islamitische Rechtbanken. Op het einde van dat jaar werden zij echter door troepen uit buurland Ethiopië verjaagd. In 2008 werd piraterij voor de kust een groot probleem.

## Inhoud

### Waarnemingen
Het Djibouti-Vredesakkoord en volgende dialoog waren de beste basis om het conflict in Somalië op te lossen. Volgend op het rapport van de waarnemingsgroep in dat land veroordeelde de Veiligheidsraad de wapen- en munitiestroom in en naar dat land. Dat was een schending van het wapenembargo en bedreigde er de vrede en stabiliteit.

### Handelingen
Alle landen waren verplicht het embargo en de andere sancties uit te voeren. Het mandaat van de waarnemingsgroep werd verlengd voor 12 maanden om alle schendingen van het embargo en verwante financiële en andere transacties te onderzoeken, de lijst met personen tegen wie deze sancties golden te onderhouden en landen te helpen hun capaciteit om het embargo af te dwingen te verbeteren.

## Verwante resoluties
- Resolutie 1846 Veiligheidsraad Verenigde Naties
- Resolutie 1851 Veiligheidsraad Verenigde Naties
- Resolutie 1863 Veiligheidsraad Verenigde Naties (2009)
- Resolutie 1872 Veiligheidsraad Verenigde Naties (2009)

Lijst ·  1795 ·  1796 ·  1797 ·  1798 ·  1799 ·  1800 ·  1801 ·  1802 ·  1803 ·  1804 ·  1805 ·  1806 ·  1807 ·  1808 ·  1809 ·  1810 ·  1811 ·  1812 ·  1813 ·  1814 ·  1815 ·  1816 ·  1817 ·  1818 ·  1819 ·  1820 ·  1821 ·  1822 ·  1823 ·  1824 ·  1825 ·  1826 ·  1827 ·  1828 ·  1829 ·  1830 ·  1831 ·  1832 ·  1833 ·  1834 ·  1835 ·  1836 ·  1837 ·  1838 ·  1839 ·  1840 ·  1841 ·  1842 ·  1843 ·  1844 ·  1845 ·  1846 ·  1847 ·  1848 ·  1849 ·  1850 ·  1851 ·  1852 ·  1853 ·  1854 ·  1855 ·  1856 ·  1857 ·  1858 ·  1859